# Veronica Micle
Veronica Micle (Năsăud, 22 de abril de 1850 — Romênia, 3 de agosto de 1889) foi uma poetisa romena influenciada pelo romantismo.